# Diana-klassen
Diana-klassen (også benævnt Standardfartøj Mk. II) er en skibsklasse i Søværnet i Danmark.
De seks skibe blev bygget som erstatning for den aldrende Barsø-klasse, som efterhånden var forældet. Skibene er designet til at løse opgaver som overvågning og suverænitetshævdelse, eftersøgninger og redningstjeneste herunder beredskab for dykkersyge, miljøovervågning (forureningsbekæmpelse) og akut ammunitionsrydning. Skibene er udrustet med en enkelt StanFlex-containerposition, men kan ikke benytte alle typer containere da der ikke er installeret det tilhørende udstyr til de mest avancerede af slagsen. Positionen benyttes primært til miljøopgaver og vil her have placeret en miljøcontainer med bl.a. flydespærringer. Til brug ved eftersøgninger og andre opgaver hvor det er nødvendigt, at transportere folk væk fra skibene, er de udrustet med en hurtiggående gummibåd, fremdrevet af waterjet. Gummibåden er placeret  i en vugge agter og kan derfor sættes og bjærges i næsten alt slags vejr. Skibene er godkendt til sejlads i 10 cm is.
| Pnt. | Navn     | Kølen lagt       | Søsat             | Indgået            | Navngivet af                      | Skæbne   | Kaldesignal |
| ---- | -------- | ---------------- | ----------------- | ------------------ | --------------------------------- | -------- | ----------- |
| P520 | Diana    | 27. oktober 2005 | 27. marts 2006    | 12. december 2007  | Borgmester i Dragør Allan Holst   | Operativ | OVFA        |
| P521 | Freja    | -                | 29. august 2006   | 30. maj 2008       | General Jesper Helsø              | Operativ | OVFB        |
| P522 | Havfruen | -                | 29. november 2006 | 25. september 2008 | Departementschef Lars Findsen     | Henlagt  | OVFC        |
| P523 | Najaden  | -                | 27. marts 2007    | 11. december 2008  | Admiral Tim Sloth Jørgensen       | Operativ | OVFD        |
| P524 | Nymfen   | -                | 30. juli 2007     | 4. maj 2009        | Forsvarsminister Søren Gade       | Operativ | OVFE        |
| P525 | Rota     | -                | 19. oktober 2007  | 12. december 2009  | Miljøminister Troels Lund Poulsen | Operativ | OVFF        |